# كوات (أسطورة)
کوات (بالإنجليزية: Qat)‏ بطل، وإله خالق، في أساطير ميلانيزيا، رفيقه المفضل «ماروات» العنكبوت.

## الأسطورة
وتقول الأسطورة: إن كوات في البداية خلق البشر بأن صاغهم من الخشب على هيئة الرجال والنساء، ثم نفخ فيهم نسمة حياة. وفعل رفيقه ماروات الشي نفسه. لكن عندما بدأ الأشخاص الذين خلقهم العنكبوت يتحركون دفنهم في حفرة وبعد سبعة أيام راح ماروات، يحفر عليهم لكنه لم يجد سوى جثث متعفنة. وهذا هو السبب في أن هناك موت في العالم.
وفي أسطورة أخرى أن ماروات عبارة عن جني خشبي ساعد کوات في مغامرات كثيرة. فذات مرة أنقذه من إخوته الأشرار، الذين أرادوا أن يدفعوه إلى الموت. وفي قصة أخرى تروي كيف أدخل کوات الليل إلى العالم. فقد اشتكى إخوته أن الشمس تشرق على الدوام حتى أنهم لا يجدون وقتا للراحة. ومن هنا فقد ذهب كوات إلى «أون» (الليل) لمساعدته وبعد ذلك علم إخوته كيف ينامون. فإذا ما صاح الديك أخذ حجرا أحمر وقذف أون مسببا ظهور الفجر.

### أساطير بولينيزية
- أتيا وبابا
- حوميتي كيتيكي
- في إي (ميثولوجيا)
- فيفارنجو
- هوميا (ميثولوجيا)
- ماراما (ميثولوجيا)
- ماكي (ميثولوجيا)
- موي (ميثولوجيا)

### أساطير ميكرونيزية
- ألولوي (ميثولوجيا)
- كيراتا (ميثولوجيا)
- لؤا (ميثولوجيا)
- لاتيميكيك